# Вішалка (річка)
Вішалка — річка в Україні та Білорусі, в Олевському і Лельчицькому районах Житомирської та Гомельської областей. Права притока Уборті (басейн Прип'яті).

## Опис
Довжина річки 13 км., похил річки — 0,86 м/км. Площа басейну 53,2 км².

## Розташування
Бере початок на сході від Копища. Тече переважно на північний схід через українсько-білоруський кордон і на північному сході від Милашевичів впадає у річку Уборть, праву притоку Прип'яті.